# Les Frères Balfa
Pour les articles homonymes, voir Balfa.
Les Frères Balfa, ou Balfa Brothers en anglais, est un groupe de musique cadienne, chantant en français louisianais, actif des années 1950 aux années 1980. Le groupe est formé de cinq frères que sont Dewey (violon), Will (violon), Rodney (guitare, harmonica et chant), Burkeman (triangle) et Harry (accordéon cadien). 
Ils ont été les « ambassadeurs » de cette musique en parcourant les festivals de musique folk dans les années 1970, aux États-Unis et en Europe.
On compte parmi leurs succès les chansons La Valse de Bon Baurche, Le Two Step de Ville Platte, J'ai Passé devant ta Porte ou encore Jolie Blonde. Leur chanson La Danse de Mardi Gras a été utilisée pour la bande originale des films Passion Fish sorti en 1992 et Les Bêtes du sud sauvage sorti en 2012.